# مغالطة الإسكتلندي غير الحقيقي

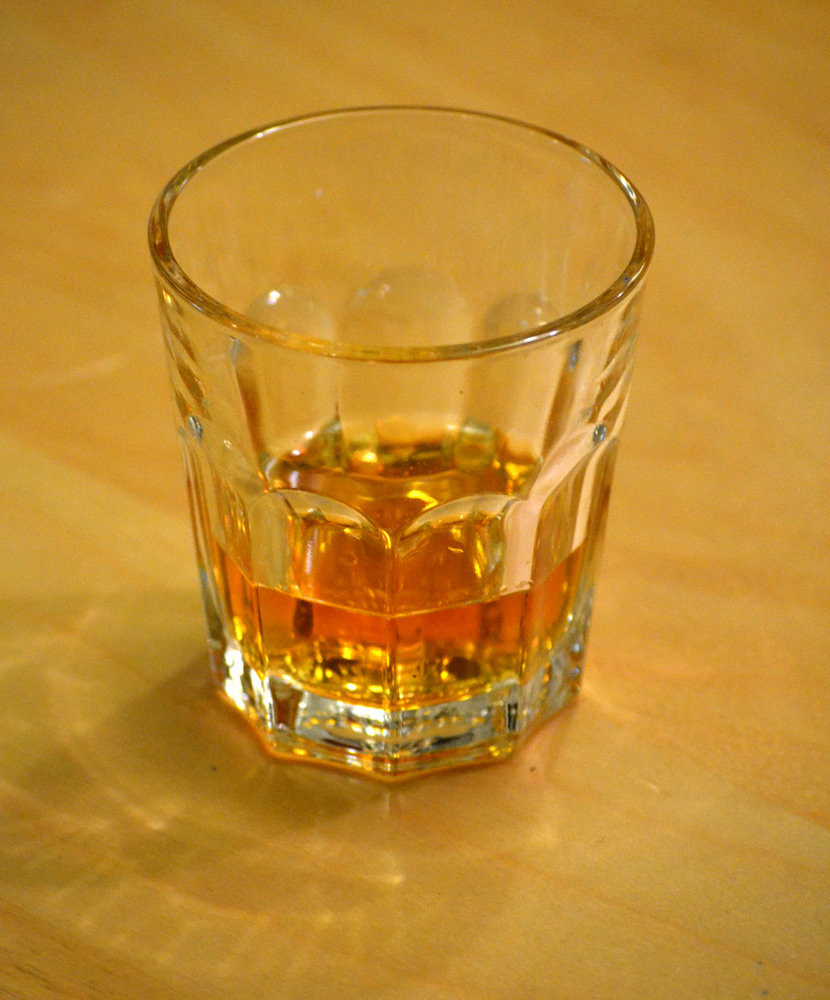

مغالطة الإسكتلندي الأصيل أو الإسكتلندي الحق أو لا يوجد رجل إسكتلندي أو لا يوجد إسكتلندي حقيقي أو ليس إسكتلنديا حقيقيا أو نداء الصدق هي مغالطة غير رسمية حيث يحاول المتحدث من خلالها حماية التعميم الشامل من الأمثلة المتعارضة عن طريق تغيير التعريف بطريقة مخصصة لنفي المثال المضاد. بدلاً من رفض صحة المثال المضاد أو رفض الادعاء الأصلي، تغير هذه المغالطة موضوع الادعاء لنفي امثلة المحددة أو غيرها من الحجج المماثلة من خلال كلام خطابي بلاغي، دون الاستناد على أي قاعدة موضوعية محددة (لن يقوم أي رجل إسكتلندي حقيقي بعمل شيء كهذا، أي إنَّ الذين يفعلون هذا الإجراء ليسوا جزءًا من مجموعتنا وبالتالي فإن نقد هذا الفعل ليس نقدًا للمجموعة).

## أمثلة
يشرح أستاذ الفلسفة برادلي داودين المغالطة باعتبارها «إنقاذًا مخصصًا» لمحاولة تعميم يدحض الادعاء الأصلي. فيما يلي شرح مبسط للمغالطة:
الشخص أ: «لا يضع أي رجل إسكتلندي السكر على طبق العصيدة الخاص به».
الشخص ب: «لكن عمي أنجوس رجل إسكتلندي ويضع السكر على طبق العصيدة».
الشخص أ: «لكن لا يوجد أي رجل إسكتلندي حقيقي يضع السكر على طبق العصيدة».
قارن الكاتب ديفيد جولدمان في كتاباته تحت اسمه المستعار (سبينغلر) بين التمييز بين الديمقراطيات «الناضجة» التي لا تبدأ الحروب أبدًا، و «الديمقراطيات الناشئة» التي قد تبدأها، مع مغالطة (الإسكتلندي غير الحقيقي). يزعم سبينغلر أنَّ علماء السياسية حاولوا إنقاذ (العقيدة الأمريكية) من الحجج المضادة التي تتناول فكرة إعلان أي ديمقراطية حربًا ضد ديمقراطية أخرى من خلال طرح فكرة أنَّ الديمقراطيات لا تبدأ أبدًا الحروب ضد الديمقراطيات الأخرى، وبالتالي الحفاظ على فكرة عدم وجود ديمقراطية حقيقية تبدأ الحرب ضد ديمقراطية أخرى.

## الأصل
ينسب إدخال المصطلح إلى الفيلسوف البريطاني أنطوني فلو لأن المصطلح ظهر أصلاً في كتاب فلو الذي حمل عنوان: (مقدمة إلى الفلسفة الغربية) في عام 1971. كتب فلو في كتابه الصادر عام 1975 بعنوان (التفكير في التفكير):